# Machimus mystacinus
Machimus mystacinus là một loài ruồi trong họ Asilidae. Machimus mystacinus được Becker miêu tả năm 1923. Loài này phân bố ở vùng Cổ Bắc giới và châu Á.